# 黄永吉
黄永吉（1927年–2012年11月7日），安徽人，中国围棋职业棋手。1956年从当涂调到合肥，1959年第一届全国运动会围棋比赛第三名。1960年获全国围棋个人赛冠军。1961年力挫日本小山靖男七段。1962年升为四段。1964年全国围棋个人赛第四名。
女儿黄丽萍也是职业棋手。
黄永吉2012年11月7日7:18因病去世，享年85岁。